# 于尔根·格施克
于尔根·格施克（德語：Jürgen Geschke，1943年7月7日—），德国男子自行车运动员。他曾代表东德参加1968年、1972年和1976年夏季奥林匹克运动会自行车比赛，获得一枚银牌和一枚铜牌。